# ميتاستاسيو
بيترو أنطونيو دومينيكو تراباسي (Pietro Antonio Domenico Trapassi)، المعروف أكثر باسمه المستعار ميتاستاسيو (Metastasio)، (3 يناير 1698 – 12 أبريل 1782) كان شاعرًا وكاتب أوبرالي، إيطالي، يعتبر أهم كاتب أوبرالي في أوبرا سيريار.

## فترة الطفولة
ولد ميتاستاسيو في روما، حيث كان يخدم أباه، فيليس تراباسي (Felice Trapassi)، أسيزي الأصل، في الفوج الكورسيكي للقوات الباباوية. تزوج فيليس من امرأة بولونية، فرانسيسكا جالاستي (Francesca Galasti)، وأصبح بائع خضار في طريق دي كابيلاري. ورُزق الزوجان بولدين وبنتين؛ بيترو كان الابن الأصغر.
ويقال أن بيترو، وبينما كان ما يزال صغيرًا، جذب جماهير بإلقائه لأبيات مرتجلة عن موضوع معين. وفي حادثة مماثلة في 1709، توقف رجلان ذوا أهمية للاستماع: جيوفاني فينسيزو جرافينا (Giovanni Vincenzo Gravina)، مدير الأكاديمية الأركادية والمشهور بسعة معرفته القانونية والأدبية، ولورينزيني (Lorenzini)، الناقد المهم. وجُذب جرافينا لموهبة الفتى الشعرية وسحره الخاص، وجعل بيترو تلميذه؛ وفي خلال بضعة أسابيع، تبناه. وقد سُر فيليس تراباسي لإعطاء ابنه فرصة في تعليم جيد ومدخل للمجتمع.
وحول جرافينا اسم الصبي لليونانية من تراباسي إلى ميتاستاسيو، وقرر أن يكون ابنه قانونيًا مثله. ومن هنا جعل الصبي يتعلم اللاتينية والقانون. وفي نفس الوقت صقل مهاراته الأدبية، وعرض الطفل المعجزة في كل من منزله والحلقات الرومانية. وجد ميتاستاسيو نفسه يتنافس مع أشهر المرتجلين في عصره في إيطاليا. مع ذلك، فقد أثرت أيامه المليئة بالدراسة ولياليه المكرسة للشعر المرتجل في صحته.
وفي رحلة عمل إلى قلورية عرض جرافينا ابنه بالتبني ميتاستاسيو في حلقات نابولي الأدبية، ثم وضعه تحت رعاية قريبه جريجوريو كاروبرسي (Gregorio Caroprese) في صقلية. وفي هواء الريف، وهدوء الساحل الجنوبي، استعاد ميتاستاسيو صحته. وقرر جرافينا أنه لا يجب أن يرتجل ثانية أبدًا، ولكن يجب أن يُحفظ من أجل مجهودات أنبل، لأنه قد يدخل في منافسات مع أعظم الشعراء عندما ينهي دراسته.
واستجاب ميتاستاسيو لرغبات كفيله. وبعمر الثانية عشرة، ترجم الإلياذة إلى موشحات أوكتافية؛ وبعد ذلك بسنتين ألّف تراجيدية سنكا حول موضوع من أوبرا إيطاليا التي ألّفها جيان جورجيو تريسينو (Gian Giorgio Trissino) – ملحمة جرافينا المفضلة. وقد سميت جوستينو، وطُبعت في 1773؛ بعد اثنتين وأربعين سنة لاحقة، قال ميتاستاسيو لناشره أنه يرغب وبرضاه في كبت آثار الصبا تلك.
توفي كاروبريسي في 1714، تاركًا جرافينا ولي عهده؛ وتوفي أيضًا جرافينا في 1718. وورث ميتاستاسيو ثروة تقدر بـ 15,000 سكودا. وفي اجتماع للأكاديمية الأركادية، رثى كفيله، ومن ثم استقر للاستمتاع بثرائه.

## وصلات خارجية
- ميتاستاسيو على موقع IMDb (الإنجليزية)
- ميتاستاسيو على موقع الموسوعة البريطانية (الإنجليزية)
- ميتاستاسيو على موقع ميوزك برينز (الإنجليزية)
- ميتاستاسيو على موقع ميوزك برينز (الإنجليزية)
- ميتاستاسيو على موقع إن إن دي بي (الإنجليزية)
- ميتاستاسيو على موقع أول ميوزيك (الإنجليزية)
- ميتاستاسيو على موقع ديسكوغز (الإنجليزية)
- Drammi of Metastasio (بالإيطالية)
- Pietro Metastasio: Drammi per musica (بالإيطالية)
- Handbook for Metastasio Research
- Pietro Metastasio: Poeta dell'Unità culturale europea (بالإيطالية)
- مؤلفات Pietro Metastasio في مشروع غوتنبرغ
- Metastasio's works: text, concordances and frequency list
- "Biography: Pietre Metastasio", The Every-day Book and Table Book; or, Everlasting Calendar of Popular Amusements, Sports, Pastimes, Ceremonies, Manners, Customs, and Events, Each of the Three Hundred and Sixty-Five Days, in Past and Present Times; Forming a Complete History of the Year, Months, and Seasons, and a Perpetual Key to the Almanac, Including Accounts of the Weather, Rules for Health and Conduct, Remarkable and Important Anecdotes, Facts, and Notices, in Chronology, Antiquities, Topography, Biography, Natural History, Art, Science, and General Literature; Derived from the Most Authentic Sources, and Valuable Original Communication, with Poetical Elucidations, for Daily Use and Diversion. Vol III., ed. William Hone, (London: 1838) p 421-24.
- "Pietro Metastasio". الموسوعة الكاثوليكية. نيويورك: شركة روبرت أبيلتون. 1913.